# القليتة (الطفة)

تعديل مصدري - تعديل

القليتة هي إحدى قرى عزلة آل عبد الله وآل هشام بمديرية الطفة التابعة لمحافظة البيضاء، بلغ تعداد سكانها 156 نسمة حسب تعداد اليمن لعام 2004.